# Corippo
Corippo is een plaats en voormalige gemeente in het Zwitserse kanton Ticino.
De plaats is gelegen in het Valle Verzasca dat zich ten noorden van de stad Locarno uitstrekt. Corippo is met zijn 12 inwoners de kleinste Zwitserse gemeente wat betreft inwonertal. Er wonen 7 mannen en 5 vrouwen in de gemeenschap; één inwoner was een niet-Zwitserse burger. Toch hield de kleine gemeente, gevormd in 1822, lang vast aan haar zelfstandigheid. Maar vanaf 2020 zal Corippo een fusie aangaan met zes andere omliggende gemeenten met samen dan ca. 890 inwoners.
Het dorp is fraai gelegen op een berghelling en is met zijn leistenen daken het prototype van een Zuid-Zwitsers bergdorp. Pas in 1883 is er een berijdbare weg naar de plaats aangelegd, daarvoor was ze slechts te voet bereikbaar.
In de 19de eeuw telde het dorp nog 300 inwoners en waren er diverse linnenweverijen gevestigd. Na het verdwijnen van dit bestaansmiddel ontvolkte Corippo snel. Vanaf 1975 valt het dorp onder monumentenzorg.
Ten zuiden van Corippo is de rivier de Verzasca gestuwd en is het langgerekte meer Lago di Vogorno ontstaan.
Het aantal zelfstandige gemeenten in Ticino is overigens van 245 in 2000 teruggelopen naar 115 nu. In de toekomst zullen er, zo is de planning, nog maar ca. 30 gemeenten over zijn.
- Gemeinsame Normdatei: 4090556-1
- Historisch woordenboek van Zwitserland: 002097
- Library of Congress Control Number: nr97039449
- Nationale Bibliotheek van Israël: 987007547545005171
- Virtual International Authority File: 152893048